# Vanilla DeVille
Vanilla DeVille (Detroit, Míchigan; 12 de diciembre de 1970) es una actriz pornográfica y modelo estadounidense.

## Biografía
Vanilla DeVille nació el 12 de diciembre de 1970 en Detroit, en el estado de Míchigan, en una familia de ascendencia francesa y polaca. En 1999, con 29 años de edad, lanzó su propia página web, donde ofrecía diversos shows en línea, y trabajó como modelo de desnudos para diversos estudios y magazines dedicados al entretenimiento de adultos como las revistas Playboy o Penthouse.
No sería hasta 2009, con 39 años, cuando se decidiera a dar el salto a la industria cinematográfica porno. A sus casi cuarenta años, y al igual que otras icónicas actrices que comenzaron con más de treinta años en el cine X, por su físico, su edad y atributos, fue etiquetada como una actriz MILF.
Su debut cinematográfico fue con la película My First Sex Teacher 19, del estudio Naughty America y coprotagonizada por Diamond Foxxx, Dylan Ryder y Monique Alexander.
Algunos títulos reseñables de su filmografía son A Mother's Love 3, Big Tits At Work 12, Please Make Me Lesbian! 3 o Mommies Gone Bad.
En 2013 fue nominada en los Premios AVN y en los Premios XBIZ a Artista MILF del año.
Se retiró en 2016, con algo más de 120 películas como actriz.

## Premios y nominaciones
| Año  | Ceremonia    | Resultado | Premio                                     | Trabajo                   |
| ---- | ------------ | --------- | ------------------------------------------ | ------------------------- |
| 2010 | Premios AVN  | Nominada  | Sitio web del año                          | —                         |
| 2013 | Premios AVN  | Nominada  | Artista MILF/Cougar del año                | —                         |
| 2013 | Premios AVN  | Nominada  | Mejor escena de sexo en grupo              | Big Tits at Work 14       |
| 2013 | Sex Awards   | Nominada  | Estrella porno del año                     | —                         |
| 2013 | Premios XBIZ | Nominada  | Artista MILF del año                       | —                         |
| 2013 | Premios XBIZ | Nominada  | Mejor actriz en película de sexo en pareja | Psychotherapist           |
| 2014 | Premios XBIZ | Nominada  | Mejor escena de sexo en película vignette  | Mommy Got Boobs 16        |
| 2015 | Premios AVN  | Nominada  | Premio fan: MILF más caliente              | —                         |
| 2015 | Premios AVN  | Nominada  | Mejor sitio web de masturbación            | —                         |
| 2015 | Premios XBIZ | Nominada  | Mejor escena de sexo en película vignette  | Family That Lays Together |